# Hôtel Dorint Augsbourg
L' Hôtel Dorint Augsbourg est un gratte-ciel de 115 mètres de hauteur construit à Augsbourg en Allemagne en 1972. Il abrite sur 37 étages un hôtel de la chaîne Dorint et des logements. Avec l'antenne la hauteur atteint 167 m .
C'est le plus haut édifice et l'unique gratte-ciel d'Augsbourg .
L'architecte est l'agence Bruckner, Popp & Partner qui s'est très fortement inspirée des tours Marina City construite à Chicago dans les années 1960.
L'immeuble a été complètement rénové en 2002